# Dinélson
Dinélson dos Santos Lima, mais conhecido simplesmente como Dinélson (Anagé, 4 de fevereiro de 1986), é um ex-futebolista brasileiro que atuava como meia e atacante.

## Carreira
Começou a sua carreira no Guarani ainda como semi-profissional. Foi a revelação do Guarani no Brasileirão de 2003, quando o clube campineiro terminou na 13ª colocação.
Foi contratado pelo Corinthians um ano após a estreia como profissional, aos 17 anos, no Guarani. Ajudou os juniores do clube a conquistar a Copa São Paulo de Juniores de 2005, onde marcou 2 gols na final.
Em 2006, Dinélson foi emprestado ao Bragantino para disputar o Campeonato Paulista. No Campeonato Brasileiro, jogou pelo Atlético Mineiro e pelo São Caetano.
Voltou ao Corinthians em 2007, mas foi emprestado ao Paraná Clube para a disputa da Libertadores da América. Fez parte do elenco que foi eleito pela International Federation of Football History & Statistics como o "Melhor Time do Mundo" em fevereiro daquele ano, após um bom início no Paranaense e no torneio continental.  No início do Campeonato Brasileiro de 2007, após retornar de empréstimo ao Paraná, em um lance infeliz contra o Atlético Paranaense, rompeu quase todos os ligamentos do joelho direito e precisou ficar afastado dos gramados por muito tempo. O clube já havia negociado o atacante com o Shakthar Donetsk por US$ 2 milhões e teve que cancelar o negócio.
No segundo semestre de 2008, assinou um contrato com o Coritiba mas, sem nenhum aproveitamento foi negociado em maio de 2009 com o Avaí e diretamente emprestado ao Paraná Clube.
Ainda em 2009, Dinélson voltou ao time catarinense, onde passou por uma cirurgia no joelho esquerdo e entrou em trabalho de recuperação. No ano de 2010, juntou-se ao elenco do clube para a disputa da temporada. Voltou aos gramados no dia 26 de setembro pelo time B do Avaí na Copa Sub23, mas novamente precisou de atendimento médico. Pelo time principal, atuou em apenas 2 jogos pelo Campeonato Brasileiro. Segundo depoimento do médico do Avaí, Dr. Luis Fernando Funchal, o ocorrido com o joelho do meia Dinélson teve gravidade maior do que aconteceu com Ronaldo em 2000 quando ele defendia a Internazionale. Desde então Dinélson vinha se recuperando no clube Avaiano. Em 2011 depois de 2 anos no departamento médico,ele busca uma vaga no time titular para mostrar o bom futebol que o revelou, porém, parece que esqueceu seu futebol. Dinélson vem sendo relacionado para as partidas no Campeonato Brasileiro, onde veio a fezer sua estreia este ano (2011) com a camisa do Avaí em 17 de agosto em partida contra o Vasco da Gama onde seu time foi derrotado por 2x0.
No dia 6 de setembro de 2011, foi anunciado o empréstimo de Dinélson ao Paraná, clube pelo qual já havia atuado outras vezes, até o término da temporada. Fez boa campanha pelo clube de Curitiba, mas ao final da temporada o Avaí o emprestou novamente, desta vez para o Daegu FC da Coreia do Sul, onde disputou a K-League 2012. Mesmo com um boa temporada e causando boa impressão, Dinélson retornou ao Avaí, clube que retem seu passe e ira disputar o Campeonato Catarinense de 2013 pelo Leão da Ilha.
No dia 26 de fevereiro, Dinélson anunciou sua ida para o futebol chinês.
Em agosto de 2013, voltou mais uma vez para o Brasil e acertou a sua ida, desta vez, para a região Nordeste, para atuar na equipe do Ceará.
Em dezembro de 2013, acertou para 2014, com o Paulista.
Assinou com o Red Bull Brasil, para a disputa da Série A2 de 2014.
Depois de passar o primeiro semestre pelo RB Brasil, onde conquistou o acesso do clube à séria A1 do paulista, assinou em julho com a Portuguesa, para a disputa da Série B do Campeonato Brasileiro.
Atualmente atua pelo J. Malucelli, equipe que disputa o campeonato paranaense. Ainda em 2016, atuou por dois meses no ASA, ficando até agosto.
Em maio de 2017, acertou com o Desportivo Brasil para a Copa Paulista.
Em 2018, disputou o Campeonato Paranaense com o FC Cascavel.
Em 2019, defendeu o Mixto, que surpreendeu na Copa do Brasil, eliminando o CSA, na época na série A, com uma vitória por 1 a 0 na Arena Pantanal.
Após se aposentar dos campos, virou jogador de futevôlei. Disputou a Liga Nacional de Futevôlei pelo Paraná Clube em 2022. No ano seguinte, em dupla com Breitner, faturou o troféu Legends.

## Títulos
Corinthians
- Copa São Paulo de Futebol Júnior: 2005
- Campeonato Brasileiro: 2005

Avaí
- Campeonato Catarinense: 2010

### Outras Conquistas
Corinthians
- Troféu Osmar Santos: 2005